# لاگوندا رپید
لاگوندا راپیدا (Lagonda Rapide) خودرویی است که در سال‌های ۱۹۶۱–۱۹۶۴۵۵ producedتولید شده‌است. 
این خودرو در کلاس خودرو GT قرار گرفته، طراحی آن خودروهای موتور جلو-محور عقب بوده است. 

## نگارخانه

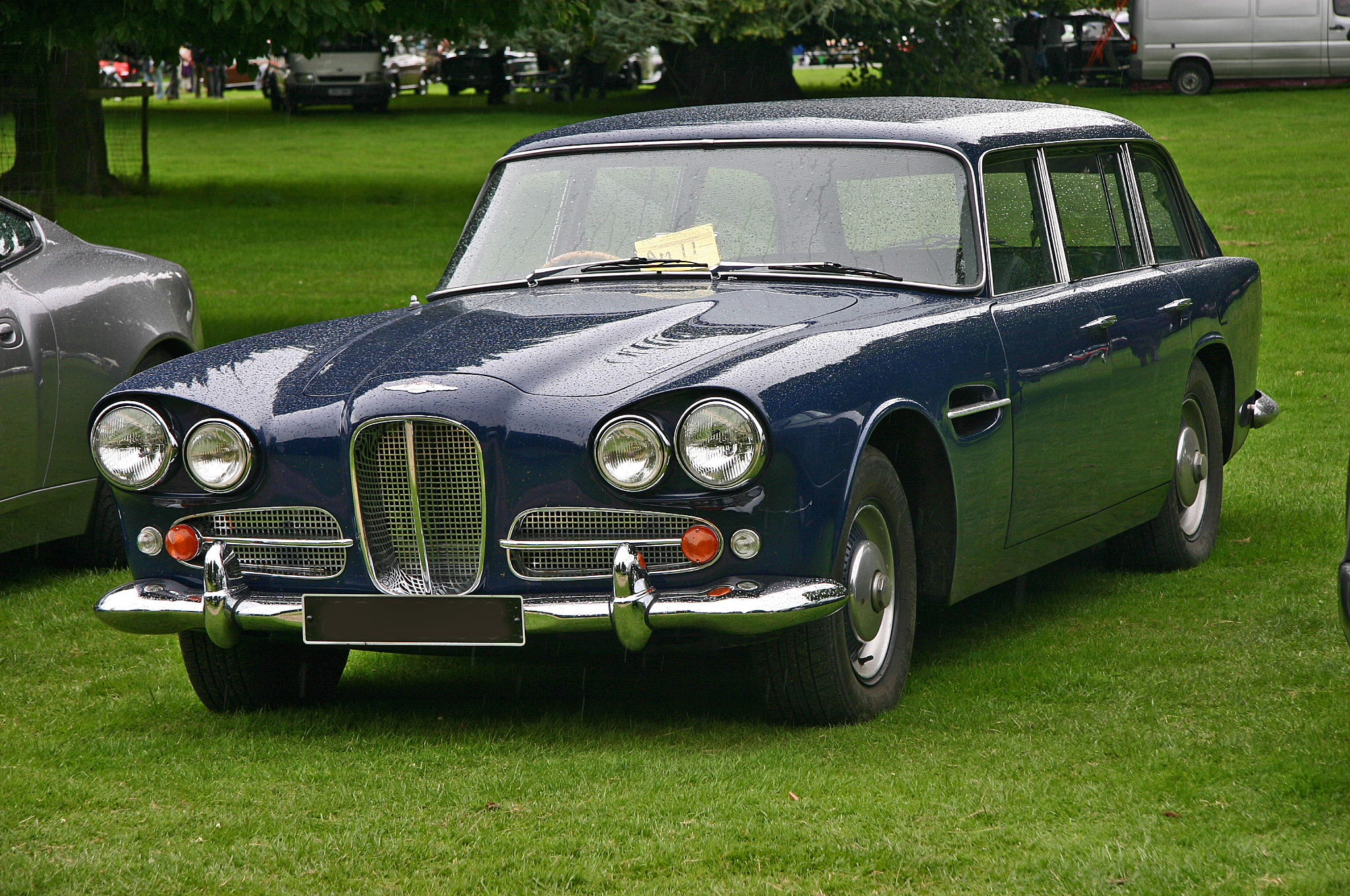
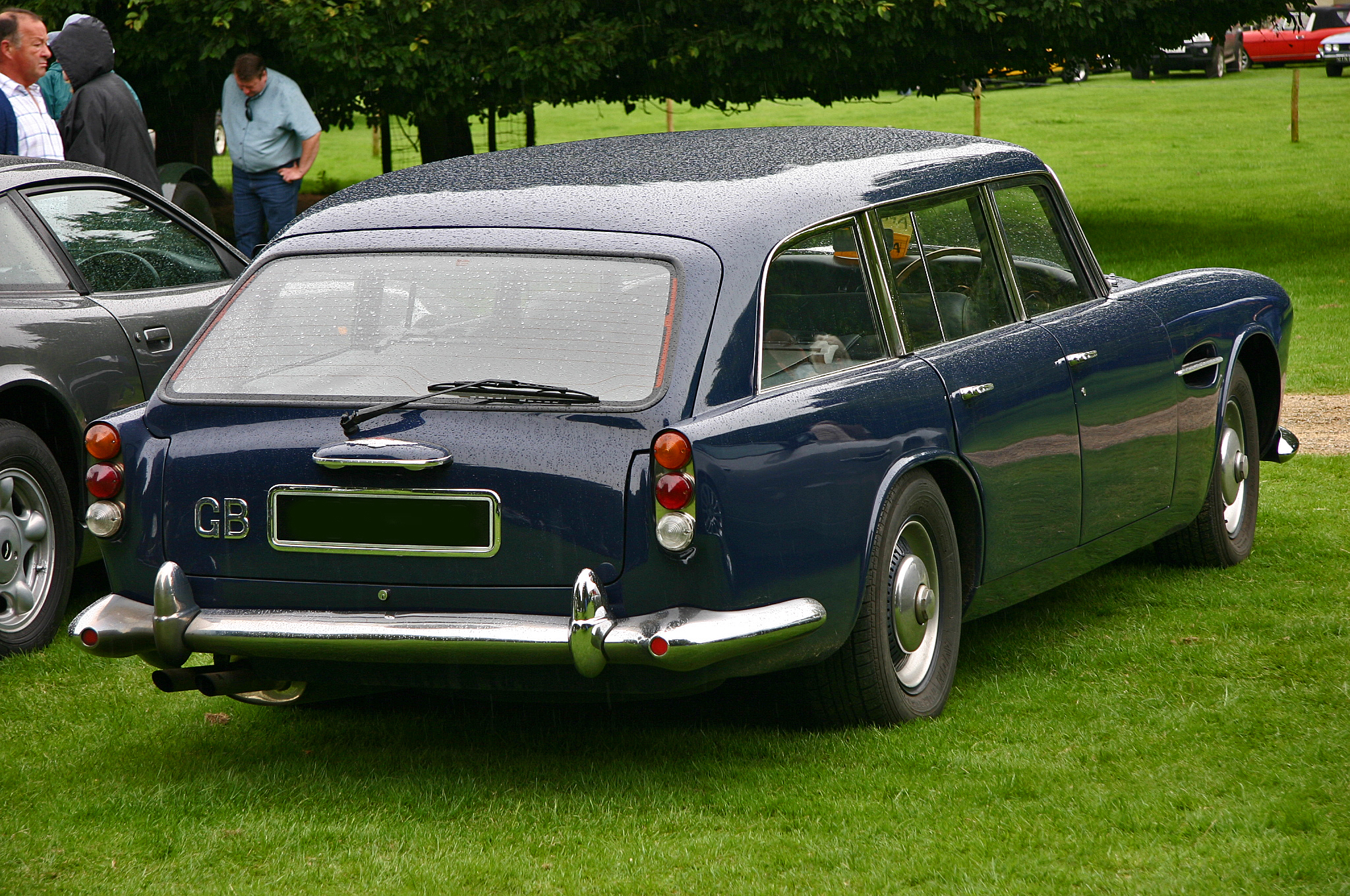